# Irene Johansen

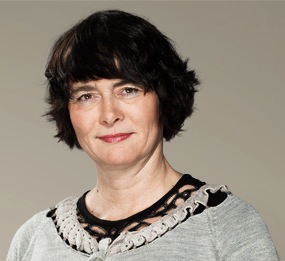
Irene Johansen, 2012

Irene Johansen (* 7. Januar 1961 in Nord-Aurdal) ist eine norwegische Politikerin der sozialdemokratischen Arbeiderpartiet (Ap). Von 2005 bis 2017 war sie Abgeordnete im Storting.

## Leben
Nach dem Abschluss der Schulzeit am Gymnasium in Hornnes im Jahr 1980 besuchte Johansen 1981 eine Hauswirtschaftsschule in Kristiansand. Anschließend studierte sie bis 1985 an der Kommunal- und Sozialhochschule (Norges kommunal- og sosialhøgskole) im Kommunalzweig. Johansen arbeitete im Anschluss daran bis 1986 für die Kommune Seljord und danach bis 1994 in der Personalabteilung für das staatliche Forschungsorgan Norges almenvitenskapelige forskningsråd. In den Jahren 1994 bis 1996 war sie für die Personalabteilung der Fylkeskommune Østfold tätig. Ab 1996 arbeitete sie als Personalchefin beim Eisenbahninfrastrukturamt Jernbaneverket.
Während dieser Zeit war sie auch lokalpolitisch aktiv. So saß Johansen zwischen 2003 und 2011 im Kommunalparlament der Kommune Moss und von 2003 bis 2005 im Fylkesting von Østfold. Von 2002 bis 2008 stand sie der Arbeiderpartiet in Moss vor. Zudem engagierte sie sich in der pro-europäischen Organisation Europabevegelsen, wo sie zeitweise als stellvertretende Vorsitzende fungierte.
Johansen zog bei der Parlamentswahl 2005 erstmals in das norwegische Nationalparlament Storting ein. Dort vertrat sie den Wahlkreis Østfold und wurde zunächst Mitglied im Transport- und Kommunikationsausschuss. Nach der Wahl 2009 war sie zunächst zwei Tage Mitglied im Justizausschuss, bevor sie in den Finanzausschuss überging. Im Oktober 2012 wechselte sie während der laufenden Legislaturperiode in den Energie- und Umweltausschuss. Johansen kehrte im Anschluss an die Stortingswahl 2013 wieder in den Finanzausschuss zurück. Sie schied im Herbst 2017 aus dem Parlament aus, nachdem sie nicht mehr zur Wahl angetreten war.